# Is-Simar
Is-Simar, Simar – obszar chroniony położony na Malcie, w Xemxija, w jednostce administracyjnej Saint Paul’s Bay. Leży nad zatoką, na końcu doliny Wied Il-Pwales (słowo Pwales pochodzi od łacińskiego Palus, czyli "bagno").
Is-Simar jest otwarty dla zwiedzających od listopada do maja. Po dokonaniu rezerwacji, możliwy jest bezpłatny spacer z przewodnikiem.

## Ochrona przyrody
Jest na liście ochronnej dziedzictwa przyrodniczego Wysp Maltańskich. W wykazie maltańskiego urzędu środowiska i planowania Malta Environment and Planning Authority (MEPA), Is-Simar o powierzchni 0,6 km² (60 ha) funkcjonuje jako specjalny obszar ochrony siedlisk o znaczeniu międzynarodowym (ang. Special Areas of Conservation - International Importance) od 2003 roku. Is-Simar o powierzchni 0,65 km² funkcjonuje również jako azyl dla ptaków (ang. bird sanctuary) oraz jako obszar specjalnej ochrony ptaków (ang. Special Protection Area, SPA). Is-Simar ma również status specjalnego obszaru ochronnego w ramach programu Natura 2000.

## Flora i fauna
Mokradła zapewniają bezpieczne schronienie zarówno dla rezydentów jak i ptaków migrujących. Składa się z mozaiki siedlisk oraz otwartych basenów, szuwarów i drzew, w których mieszkają dzikie zwierzęta. Baseny zamieszkiwane są przez ptaki wodne oraz ryby, m.in. karpieńcokształtne. Znajduje się tu również mały gaj oliwny. Corocznie, w rezerwacie przebywa ponad 120 gatunków ptaków. 
Wśród ptaków stale zamieszkujących występują m.in.: różne gatunki wróblowatych, w tym wróbel śródziemnomorski i mazurek; a także chwastówka zwyczajna, perkozek zwyczajny oraz przedstawiciele rodzajów Gallinula i Fulica.
Wśród ptaków osiedlających się w Is-Simar w okresie letnim występują m.in. różne gatunki bekasowatych, w tym biegus krzywodzioby, łęczak, samotnik, brodziec piskliwy, biegus malutki; a także pliszka żółta, pokrzewka wąsata, zimorodki oraz przedstawiciele rodzajów Gallinula i Acrocephalus.
Wśród ptaków osiedlających się w Is-Simar w okresie zimowym występują m.in. perkoz zausznik, perkozek zwyczajny, kilka gatunków kaczek, Gallinula, Fulica, mewa śmieszka, drozd śpiewak, podróżniczek, Saxicola, rudzik, tamaryszka, potrzos zwyczajny, szpakowate oraz zimorodki.
Wśród ptaków osiedlających się w Is-Simar w okresie jesiennym występują m.in. czapla siwa, czapla purpurowa, czapla nadobna, bekasik, dudek, dymówka, pliszka żółta, pliszka górska, białorzytka zwyczajna, rokitniczka, świstunka leśna, rudzik oraz przedstawiciele rodzajów Streptopelia, Delichon i Circus.
Wśród ptaków osiedlających się w Is-Simar w okresie wiosennym występują m.in. czapla siwa, czapla purpurowa, czapla nadobna, bączek zwyczajny, bąk zwyczajny, dymówka, jaskółka rudawa, brzegówka zwyczajna, jerzyk zwyczajny, dzierzba rudogłowa, wilga zwyczajna, muchołówka szara, muchołówka żałobna, muchołówka białoszyja, muchołówka półobrożna oraz inni przedstawiciele rodzajów Streptopelia, Delichon i krętogłowy.

## Historia
Początkowo dolna część doliny Wied il-Pwales, gdzie znajduje się Is-Simar była zabagniona. Rolnicy wykopali kanał i osuszyli obszar dla gospodarki rolnej, jednocześnie niszcząc walory przyrodnicze. Rolnictwo jednak nie rozwinęło się tutaj i miejsce zostało opuszczone. Obszar ten do lat 80. XX wieku był wykorzystywany jako wysypisko, miejsce polowań, a także został zalany ściekami.
Pod koniec lat 80. XX wieku obszar był zagrożony trwałym zniszczeniem ekologicznym. Na przełomie lat 80. i 90. XX wieku postanowiono utworzyć teren chroniony. Prace rozpoczęły się w 1992 roku, gdzie utworzono szereg basenów, kanałów i wysp, a także posadzono setki drzew.
Obecnie poziom zanieczyszczeń w Is-Simar jest bardzo niski.
Jest to czwarty obszar chroniony (stan na 2016 rok), który jest zarządzany przez BirdLife Malta, pozostałe to Is-Salini, rezerwat przyrody Ghadira oraz Foresta 2000.